# Heptasteornis
A Heptasteornis a késő kréta egyik kétes dinoszaurusznemének a neve. A típus (és az egyetlen ismert) faj a Heptasteornis andrewsi, amit először mint egy hatalmas őskori bagolyként írtak le 1975-ben. Korábban az Elopteryx nopcsaihoz sorolták, és úgy gondolták, hogy mindkét holotípus ugyanazon egyedtől származik, ezért kezdetben ugyanazt a katalógusszámot kapták.
A leleteket Romániában találta Nopcsa Ferenc, a késő maastrichti Sânpetru Formácóban (a Rognacian Fauna szakaszban, ami 68–66 millió évvel ezelőtt rakódott le) az erdélyi Hátszeg medencében. A tudományos név jelentése „C.W. Andrews erdélyi madara”, az Elopteryx névadója után és az ókori görög hepta (ἑπτά) "hét" + asty (άστυ) "város" + ornis (όρνις) "madár"  a latin septum urbium  vagy a német Siebenbürgen szóból – jelentése "hét város" vagy "hét kastély" –, ami az erdélyi régió elterjedt neve volt az évszázadok során.
Az anyag eredetileg csak két törött disztális tibiotarsusra korlátozódott, a BMNH A4359-re és az A1528-ra. Eme csontok taxonómiai státusza és a szisztematikus elhelyezkedése sokáig vitatott volt, és gyakran a Bradycneme vagy az Elopteryx fiatal szinonimáinak számítottak. Tekintettel az ősmaradványok töredezettségére, keveset lehet róluk mondani, ezért a Heptasteornist sokan nomen dubiumnak tekintették (és ma is).
A közelmúltban azonban a csontokat alvarezsauridaként határozták újra, amely Európából az első ilyen csoporthoz tartozó lelet. A Bradycneme és az Elopteryx viszont valószínűleg fejlettebb maniraptora teropodába tartozik.
Tehát ezen három rejtélyes, Romániában fellelt theropoda közül pont az, amelyet a tudományos nevében kifejezetten „madárnak” neveznek, az szinte biztosan a legtávolabbi rokonságban áll a mai valódi madarakkal.

### Bibliográfia
- Andrews, C.W. (1913): On some bird remains from the Upper Cretaceous of Transylvania. Geological Magazine 5: 193–196.
- Csiki, G. & Grigorescu, D. (1998): Small theropods from the Late Cretaceous of the Hateg Basin (western Romania) – an unexpected diversity at the top of the food chain. Oryctos 1: 87-104.
- Harrison, Colin James Oliver & Walker, Cyril Alexander (1975): The Bradycnemidae, a new family of owls from the Upper Cretaceous of Romania. Palaeontology 18(3): 563–570. PDF fulltext
- Le Loeuff, J.; Buffetaut, E.; Méchin, P. & Méchin-Salessy, A. (1992): The first record of dromaeosaurid dinosaurs (Saurischia, Theropoda) in the Maastrichtian of southern Europe: palaeobiogeographical implications. Bulletin de la Société géologique de la France 163(3): 337–343.
- Naish, Darren & Dyke, Gareth J. (2004): Heptasteornis was no ornithomimid, troodontid, dromaeosaurid or owl: the first alvarezsaurid (Dinosauria: Theropoda) from Europe. Neues Jahrbuch für Geologie und Paläontologie – Monatshefte 7: 385–401.
- Paul, Gregory S. (1988): Predatory Dinosaurs of the World. New York, Simon & Schuster. ISBN 0-671-61946-2
- Weishampel, D.B.; Grigorescu, D. & Norman, D.B. (1991): The dinosaurs of Transylvania. National Geographic Research and Exploration 7(2): 196–215. PDF fulltext

## Fordítás
Ez a szócikk részben vagy egészben  a   Heptasteornis című angol Wikipédia-szócikk ezen változatának fordításán alapul.  Az eredeti cikk szerkesztőit annak laptörténete sorolja fel. Ez a jelzés csupán a megfogalmazás eredetét és a szerzői jogokat jelzi, nem szolgál a cikkben szereplő információk forrásmegjelöléseként.